# Antoni Knot
Antoni Knot (ur. 20 maja 1904 w Kołomyi, zm. 2 stycznia 1982 we Wrocławiu) – polski uczony, historyk i bibliotekarz, działacz społeczny, dyrektor Biblioteki Uniwersytetu Wrocławskiego (1945–1963).

## Życiorys
Antoni Marceli Tadeusz Knot urodził się 20 maja 1904 w Kołomyi, w rodzinie Jana, oficera armii austriackiej. W latach 1910–1914 uczęszczał do szkoły powszechnej w Kołomyi, w 1922 ukończył gimnazjum w Samborze, gdzie zdał maturę. W latach 1922–1926 studiował historię i polonistykę na Wydziale Filozoficznym, następnie Humanistycznym Uniwersytetu Jana Kazimierza. Od 1925 do 1927 pracował jako bibliotekarz Polskiego Muzeum Szkolnego we Lwowie, następnie jako pomocnik asystenta (demonstrator), młodszy i starszy asystent profesora Stanisława Łempickiego w Katedrze Historii Oświaty i Szkolnictwa UJK, następnie był archiwariuszem UJK (1932–1936). Od 1929 pracował jako nauczyciel w szkołach średnich (w tym samym roku uzyskał stopień doktora filozofii). W latach 1937–1939 zasiadał w Państwowej Komisji Egzaminacyjnej dla Nauczycieli Szkół Średnich we Lwowie. Od 1937 działał we Lwowskim Towarzystwie Naukowym. W 1938 związał się ze lwowskim Klubem Demokratycznym, przystępując w następnym roku do Stronnictwa Demokratycznego.
Podczas okupacji radzieckiej Lwowa zatrudniony jako bibliotekarz, podczas niemieckiej – kustosz Archiwum Miejskiego. W 1945 przez krótki okres pracował w Bibliotece Uniwersytetu Jagiellońskiego. Wszedł wówczas w skład tzw. Grupy Naukowo-Kulturalnej miasta Wrocławia, która miała m.in. za zadanie zabezpieczyć zbiory kulturalne po zajęciu miasta przez Armię Czerwoną i Wojsko Polskie. Od września 1945 sprawował funkcję dyrektora Biblioteki Uniwersytetu Wrocławskiego. Był radnym Dolnośląskiej Wojewódzkiej Rady Narodowej z ramienia SD – pełnił obowiązki wiceprzewodniczącego Komisji Kultury i Sztuki. W latach 1946–1949 był dyrektorem naczelnym Zakładu Narodowego im. Ossolińskich (w 1946 znalazł się wśród członków założycieli Towarzystwa Przyjaciół Ossolineum, był jego sekretarzem generalnym). Od 1965 do 1975 przewodniczył Radzie Naukowej Ossolineum (od 1978 jako honorowy przewodniczący).
Zajmował się naukowo historią polskiego szkolnictwa, oświaty i wychowania. W 1938 opublikował we Lwowie pracę „Dzieje szkolnictwa wojskowego”. W 1955 został profesorem nadzwyczajnym, w 1964 – zwyczajnym. Pracował jako wykładowca Uniwersytetu Wrocławskiego. Był członkiem Wrocławskiego Towarzystwa Naukowego. W 1970 otrzymał doroczną nagrodę naukową miasta Wroclawia.
Działał w SD, sprawując obowiązki przewodniczącego Miejskiego (1952–1954, 1958–1960), a następnie Wojewódzkiego Komitetu we Wrocławiu (1960–1971). Od 1971 stał na czele Wojewódzkiej Komisji Historycznej przy WK SD. Przez szereg lat zasiadał w Centralnym Komitecie i Radzie Naczelnej SD. Przewodniczył Kołu Pracowników Wrocławskich Uczelni Wyższych (1948–1951). Był kolekcjonerem ekslibrisów o tematyce śląskiej.
Mąż Marii z Włodków (1903–1988).
Zmarł we Wrocławiu. Pochowany 5 stycznia 1982 na wrocławskim cmentarzu św. Wawrzyńca (nr grobu 286).

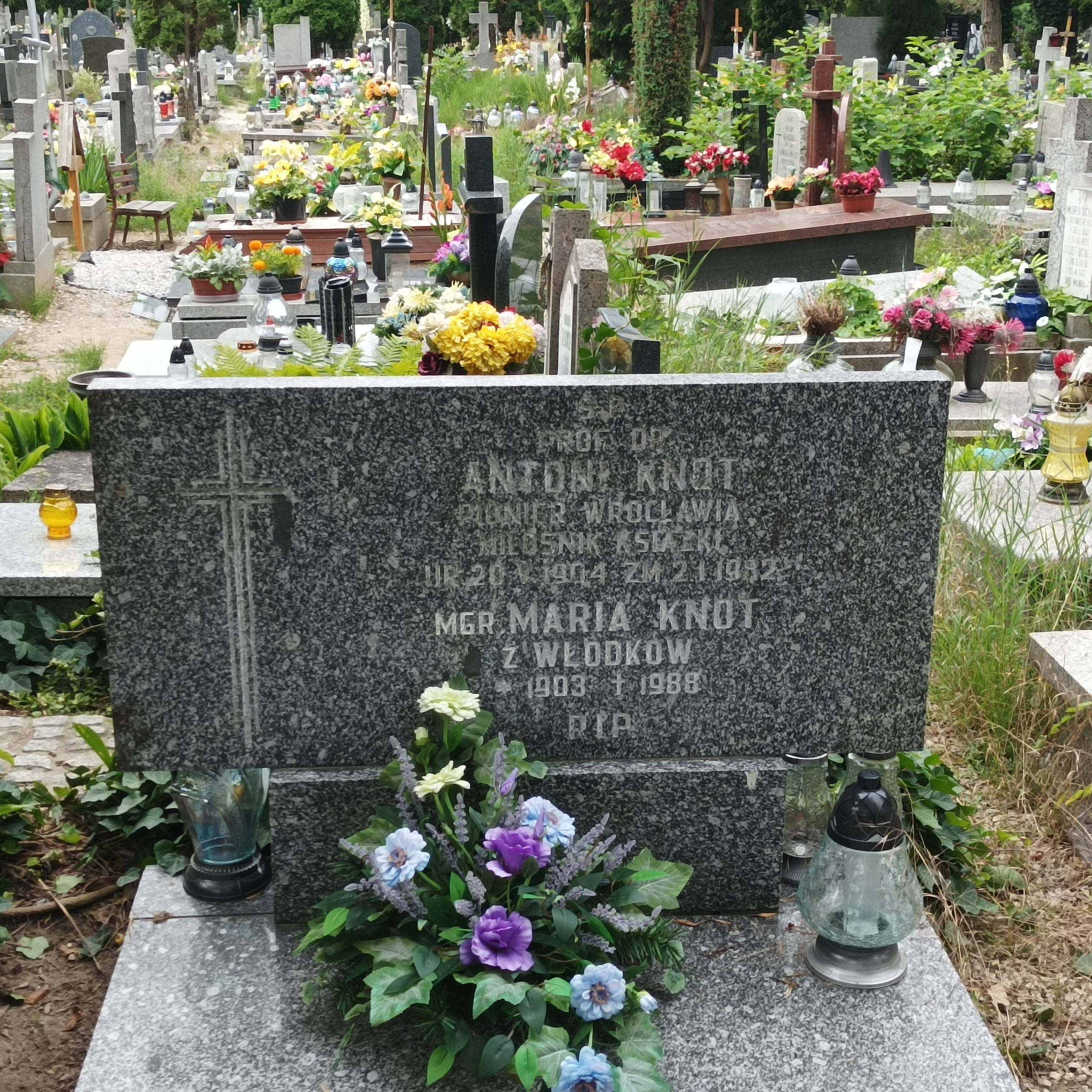
Grób prof. Antoniego Knota na cmentarzu św. Wawrzyńca

## Ordery i odznaczenia
- Order Sztandaru Pracy I klasy
- Krzyż Kawalerski Orderu Odrodzenia Polski (29 września 1955)[2]
- Złoty Krzyż Zasługi (14 października 1947)[3]
- Medal 10-lecia Polski Ludowej (7 maja 1955)[4]
- Medal Komisji Edukacji Narodowej
- Odznaka „Budowniczego Wrocławia”

## Upamiętnienie
Jedna z ulic Wrocławia została nazwana imieniem Antoniego Knota.